# کوه کینتوکی
۳۵°۱۷′۲۳″ شمالی ۱۳۹°۰۰′۱۷″ شرقی / ۳۵٫۲۸۹۷۲°شمالی ۱۳۹٫۰۰۴۷۲°شرقی
کوه کینتُوکی  (به ژاپنی: 金時山 kintokiyama) یا کوه آشیگارا در استان کاناگاوا (神奈川県) قرار دارد. ارتفاع این کوه ۱۲۱۲ متر است. این کوه یکی از کوه‌های منطقهٔ کوه هاکونه (箱根山) بشمار می‌آید.

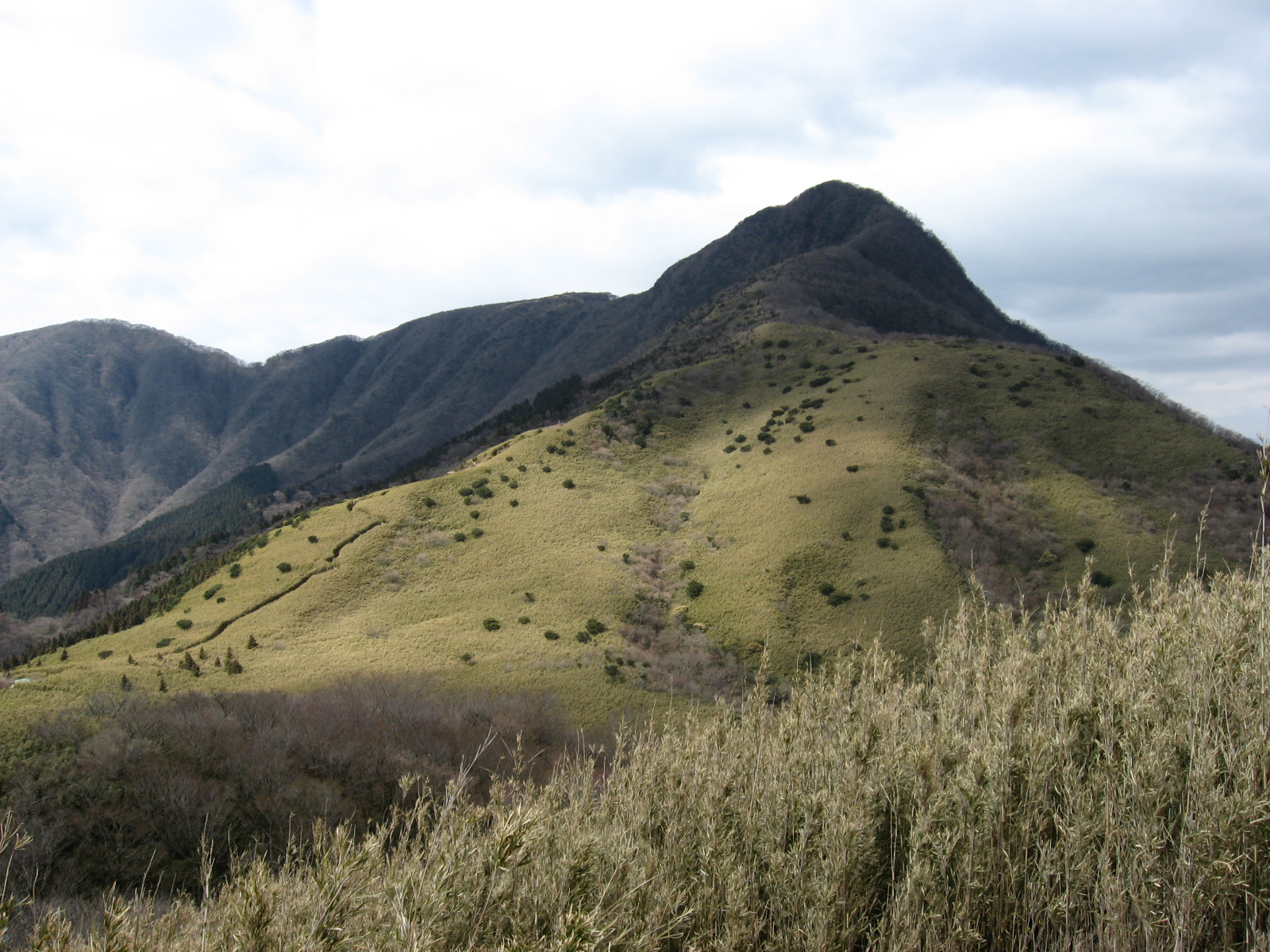
کوه کینتوکی (金時山).